# Roger Marie Vincent Philippe Lévêque de Vilmorin
Roger Marie Vincent Philippe Lévêque de Vilmorin fue un botánico, horticultor y genetista francés (Verrières-le-Buisson, 12 de septiembre de 1905-20 de julio de 1980).
Hijo natural de Alfonso XIII y la aristócrata francesa Mélanie de Vilmorin (née de Gaufridy de Dortan), dirige los servicios científicos de la société Vilmorin-Andrieux de 1926 a 1964. Deviene miembro de la Academia de Agricultura de Francia en 1946 y dirige la institución en 1961. Fue miembro del Comité international de nomenclatura botánica de 1954 a 1972.
En 1990, Roger y su hermano Olivier fueron elevados a justos entre las Naciones del Comité Memorial Yad Vashem, por sus acciones durante la Segunda Guerra Mundial.

## Algunas publicaciones

### Libros
- Guinochet, M; R Vilmorin. 1998. Flore de France (fasc. 1). Ed. Rolters Kluwer (DOIN). ISBN 978-2-7040-0286-3
- Guinochet, M; R Vilmorin. 1998. Flore de France (fasc. 2). Ed. Rolters Kluwer (DOIN). ISBN 978-2-7040-0287-0
- Guinochet, M; R Vilmorin. 1998. Flore de France (fasc. 3). Ed. Rolters Kluwer (DOIN). ISBN 978-2-7040-0302-0
- Guinochet, M; R Vilmorin. 1998. Flore de France (fasc. 4). Ed. Rolters Kluwer (DOIN). ISBN 978-2-222-02885-7

## Honores
- Miembro de la Société Botanique de France, que dirige como presidente, en 1953, y en 1954

### Epónimos
En su honor se nombra la "Reserva Natural Regional", de su ciudad natal.; creada en 1988 a partir del arboretum de la familia Vilmorin, adquirido por la Comuna de Verrières-le-Buisson en 1975, pasando a ser el "Arboretum Municipal de Verrières-le-Buisson".
- La abreviatura «R.Vilm.» se emplea para indicar a Roger Marie Vincent Philippe Lévêque de Vilmorin como autoridad en la descripción y clasificación científica de los vegetales.[2]

## Fuente
- André Charpin; Gérard-Guy Aymonin. 2004. Bibliographie sélective des Flores de France. V. Notices biographiques sur les auteurs cités : P-Z et compléments. Le Journal de Botanique de la Société botanique de France, 27 : 47-87